# Auguste Serrurier
Auguste Serrurier (ur. 25 marca 1857 w Denain, zm. 21 marca 1924 w Denain) – francuski łucznik, medalista olimpijski.
Serrurier wystartował na Letnich Igrzyskach Olimpijskich 1900 w Paryżu. Został dwukrotnym wicemistrzem olimpijskim, zdobywając srebro w sur la perche à la herse i sur la perche à la pyramide. W pierwszej konkurencji przegrał z Belgiem Emmanuelem Foulonem, natomiast w drugiej pokonał go Émile Grumiaux.